# Lapio
Lapio är en ort och kommun i provinsen Avellino i regionen Kampanien i Italien. Kommunen hade 1 546 invånare (2017).